# Krottendorf
Krottendorf est une ancienne commune autrichienne du district de Weiz en Styrie. La Reine Marie-Antoinette parlait, dans sa correspondance avec sa mère, de ses règles sous l'expression "le retour de la générale Krottendorf".